# Kurier Litewski

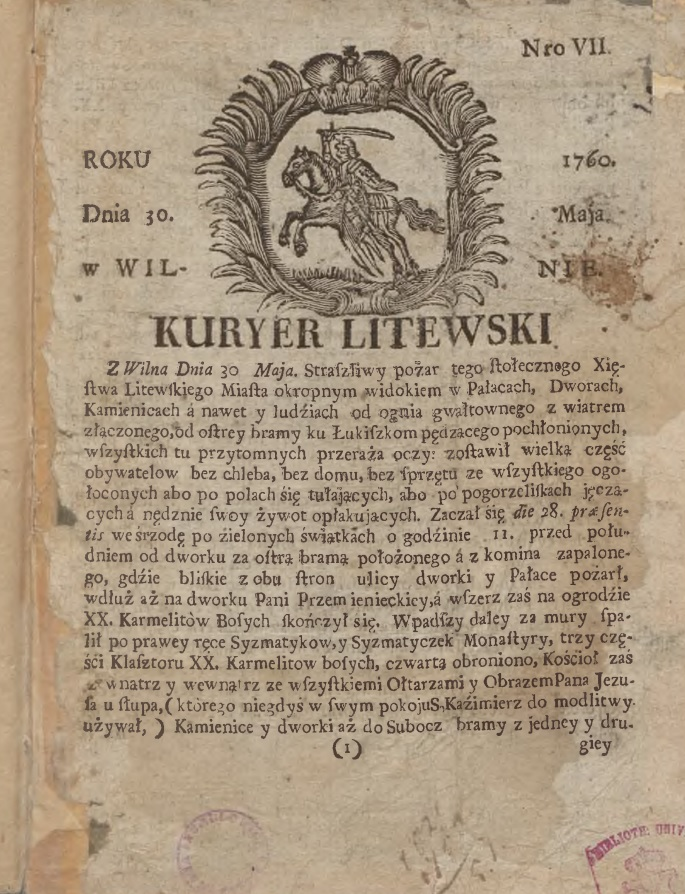
Kurier Litewski (1760 r.)

Kurier Litewski – czasopismo informacyjne wychodzące w języku polskim w Wilnie od kwietnia 1760 do sierpnia 1763 r.

## Historia
Organizatorem i wydawcą „Kuriera” był zakon jezuitów. Czasopismo wychodziło raz w tygodniu, zamieszczając wiadomości krajowe i zagraniczne. Redaktorem „Kuriera” byli księża Franciszek Paprocki i Aleksander Januszkiewicz.
„Kurier” od 1761 r. posiadał cztery dodatki: regularnie wydawane „Wiadomości Cudzoziemskie” (istniejące jako samodzielne pismo pt. „Wiadomości Uprzywilejowane” od 1760, po włączeniu do „Kuriera” zmienił tytuł i specjalizował się w informacjach zagranicznych) i „Supplement do Gazet Wileńskich” (zawierał dość dużo reklam i ogłoszeń oraz informacji bieżących) oraz dodatek nadzwyczajny, wydawany okazjonalnie od 1761 r. pt. „Addytament do Gazet Wileńskich”. Odmienny charakter miał dodatek nazwany „Wiadomości Literackie”, wydawany od 1760 r. Ukazywał się on co tydzień, a od maja 1761 r. generalnie raz w miesiącu, specjalizując się w artykułach popularnonaukowych, edukacyjnych, w znacznie mniejszej mierze w literaturze. Artykuły publikowane w tym dodatku były wykorzystywane na Akademii Wileńskiej jako materiały pomocnicze. W dodatku tym drukowano m.in. Historia naturalis curiosa Regni Poloniae, Magni Ducatus Lithuaniae XX divisa Rzączyńskiego.
Wraz z likwidacją „Kuriera” zamknięto też „Wiadomości Literackie” i „Wiadomości Cudzoziemskie”, natomiast oba dodatki: „Supplement...” i „Addytament...” zostały przejęte przez pismo „Gazety Wileńskie”.
W latach 1905–1915wychodziło pismo o nazwie Kurjer Litewski. Strona https://elibrary.mab.lt/discover posiada kopie Kuriera z lat 1905 i 1915.